# Móng Cái
Móng Cái (escucharⓘ) es una ciudad de Vietnam, perteneciente a la Provincia de Quảng Ninh al norte del país, que limita con la región autónoma china de Guangxi. Posee una población de cerca de 103 000 habitantes. Es reconocida como una de las ciudades más prósperas en Vietnam, con ingresos estimados de 20 000 dólares por familia en algunas áreas de la ciudad. Una de esas áreas es la subdivisión electoral de Tran Phu.

## Economía

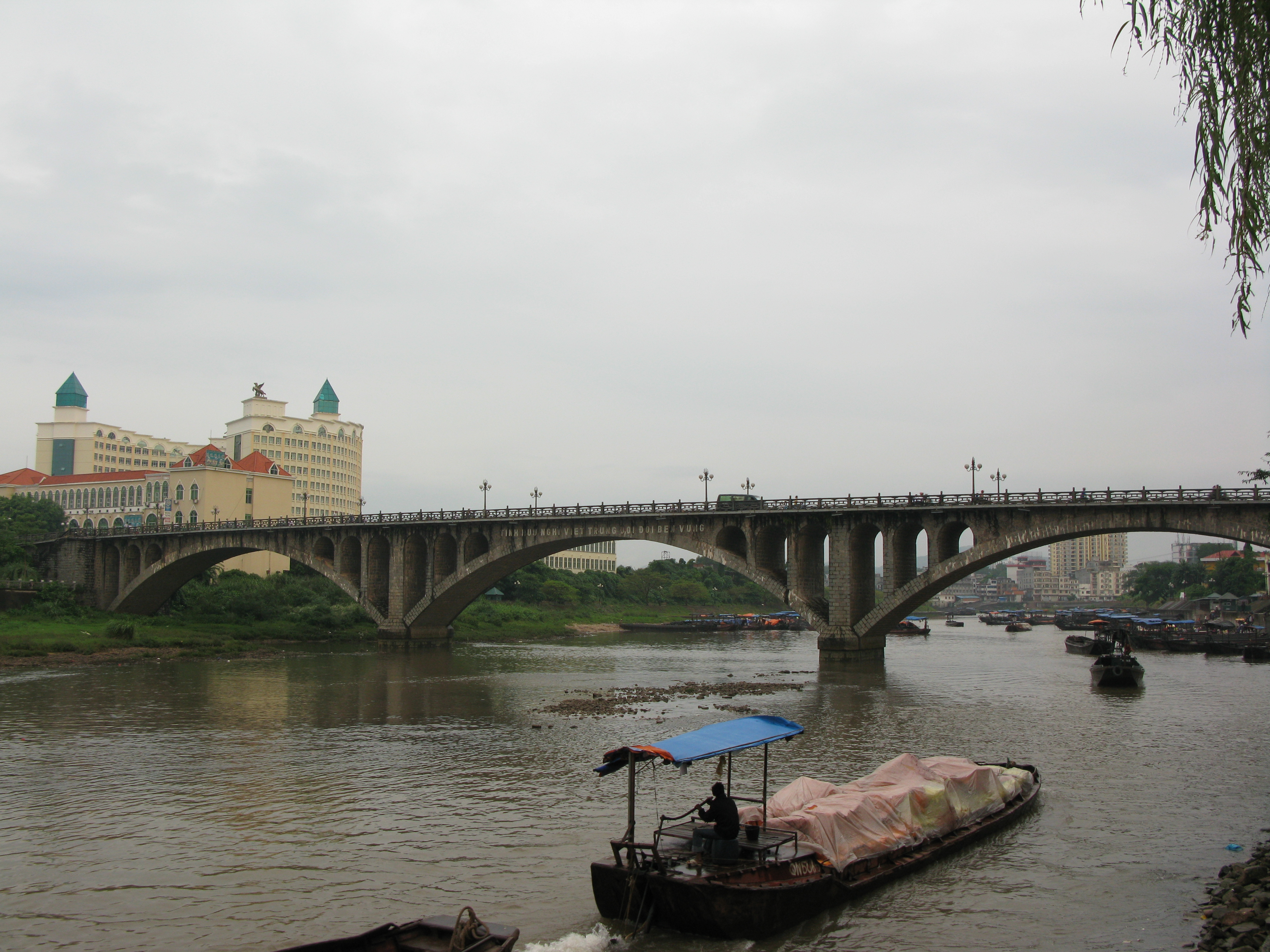
Puente Ka Long

La ciudad se ha convertido en paso obligado del comercio e intercambio entre Vietnam y China, con cifras que alcanzaron los 4.1 billones de dólares en el año 2008, y que continúan creciendo a lo largo de los años. En cuanto a la urbanización, en 2008, Móng Cái fue ascendida a "tercer área urbana" y reconocida como ciudad a finales de ese mismo año. Móng Cái es una de las ciudades de Vietnam con mayor relación económica y comercial con la República Popular China. Móng Cái también es conocida como la "Ciudad Mercado", debido a la ubicación de seis grandes mercados en el centro de la misma. Los turistas frecuentan constantemente estos mercados, que poseen una gran variedad de artículos de todo tipo.

## Turismo
Debido a la cercanía de la playa Trà Cổ, Móng Cái atrae muchos turistas vietnamitas que llegan desde sitios como Hanói o Haiphong, dos de las ciudades más grandes del país. Con una oferta de varios hoteles de dos estrellas y un gran número de hostales y residencias, la ciudad cuenta con suficientes opciones de acomodación para los turistas nacionales e internacionales.

## Idioma
Muchas lenguas son habladas en Móng Cái. Todos sus habitantes hablan el idioma vietnamita como su lengua nativa. El cantonés se habla frecuentemente en los mercados del centro y el inglés ha empezado a convertirse en la segunda lengua de las generaciones más jóvenes, fenómeno que está ocurriendo en muchas regiones de Asia. También se habla el mandarín, especialmente en las áreas donde se practica el comercio.
En el año 2003 el distrito contaba con una población de 72 960 habitantes. La región distrital cubre un área de 515 kilómetros cuadrados.

## Clima
| Parámetros climáticos promedio de Móng Cái            | Parámetros climáticos promedio de Móng Cái | Parámetros climáticos promedio de Móng Cái | Parámetros climáticos promedio de Móng Cái | Parámetros climáticos promedio de Móng Cái | Parámetros climáticos promedio de Móng Cái | Parámetros climáticos promedio de Móng Cái | Parámetros climáticos promedio de Móng Cái | Parámetros climáticos promedio de Móng Cái | Parámetros climáticos promedio de Móng Cái | Parámetros climáticos promedio de Móng Cái | Parámetros climáticos promedio de Móng Cái | Parámetros climáticos promedio de Móng Cái | Parámetros climáticos promedio de Móng Cái |
| Mes                                                   | Ene.                                       | Feb.                                       | Mar.                                       | Abr.                                       | May.                                       | Jun.                                       | Jul.                                       | Ago.                                       | Sep.                                       | Oct.                                       | Nov.                                       | Dic.                                       | Anual                                      |
| ----------------------------------------------------- | ------------------------------------------ | ------------------------------------------ | ------------------------------------------ | ------------------------------------------ | ------------------------------------------ | ------------------------------------------ | ------------------------------------------ | ------------------------------------------ | ------------------------------------------ | ------------------------------------------ | ------------------------------------------ | ------------------------------------------ | ------------------------------------------ |
| Temp. máx. media (°C)                                 | 19.4                                       | 19.4                                       | 21.7                                       | 25.6                                       | 30.0                                       | 31.7                                       | 31.7                                       | 31.7                                       | 31.7                                       | 29.4                                       | 25.6                                       | 21.7                                       | 26.6                                       |
| Temp. media (°C)                                      | 15.8                                       | 16.4                                       | 18.9                                       | 22.8                                       | 26.7                                       | 28.3                                       | 28.3                                       | 28.3                                       | 27.8                                       | 25.0                                       | 21.1                                       | 17.5                                       | 23.1                                       |
| Temp. mín. media (°C)                                 | 12.2                                       | 13.3                                       | 16.1                                       | 20.0                                       | 23.3                                       | 25.0                                       | 25.0                                       | 25.0                                       | 23.9                                       | 20.6                                       | 16.7                                       | 13.3                                       | 19.5                                       |
| Temp. mín. abs. (°C)                                  | 1.1                                        | 5.0                                        | 6.7                                        | 9.4                                        | 14.4                                       | 18.9                                       | 20.0                                       | 20.6                                       | 16.1                                       | 10.6                                       | 2.8                                        | 3.3                                        | 1.1                                        |
| Precipitación total (mm)                              | 38.1                                       | 58.4                                       | 76.2                                       | 96.5                                       | 304.8                                      | 475.0                                      | 599.5                                      | 571.5                                      | 332.8                                      | 182.9                                      | 81.3                                       | 40.6                                       | 2857.6                                     |
| Fuente: Sistema de Clasificación Bioclimática Mundial |                                            |                                            |                                            |                                            |                                            |                                            |                                            |                                            |                                            |                                            |                                            |                                            |                                            |

## Divisiones administrativas
El poblado cuenta con ocho subdivisiones electorales:
- Hòa Lạc
- Trần Phú
- Ka Long
- Ninh Dương
- Trà Cổ
- Hải Yên
- Hải Hòa
- Bình Ngọc

y nueve comunes:
- Bắc Sơn
- Hải Tiến
- Hải Đông
- Hải Xuân
- Hải Sơn
- Quảng Nghĩa
- Vạn Ninh
- Vĩnh Thực
- Vĩnh Trung